# (18426) Maffei
(18426) Maffei est un astéroïde de la ceinture principale.

## Description
(18426) Maffei est un astéroïde de la ceinture principale. Il fut découvert le 18 décembre 1993 à Sormano par Enrico Colzani et Graziano Ventre. Il présente une orbite caractérisée par un demi-grand axe de 2,38 UA, une excentricité de 0,17 et une inclinaison de 2,8° par rapport à l'écliptique.

## Compléments